# 214290 Leeannmarshall
214290 Leeannmarshall este o planetă minoră (asteroid) din centura de asteroizi. A fost descoperită pe 12 aprilie 2005 la Observatorul Național Kitt Peak de Marc Buie⁠(d). 
Obiectul prezintă o orbită caracterizată de o semiaxă mare de 2,6766633786975 UAi, o excentricitate de 0,14036866580163, o înclinație de 2,0425365688723 ° în raport cu ecliptica.